# Didier Vavasseur
Didier Vavasseur, född den 7 februari 1961 i Évreux, Frankrike, är en fransk kanotist.
Han tog OS-brons i K-4 1000 meter i samband med de olympiska kanottävlingarna 1984 i Los Angeles.